# 大深度地熱温泉
大深度地熱温泉（だいしんどちねつおんせん）は大分県大分市の深層熱水を利用した温泉の登録商標。2001年12月21日に登録された。産出形態としては学術的に深層熱水型温泉、有馬型熱水、大深度温泉井などに分類される。大分平野の地下600-800m、所によっては1,000ｍの地下深くからボーリングによって産出する大深度温泉井の総称として利用される。地下の泥炭層に由来する黄色-黄褐色の着色があり所謂モール泉となっている。大深度地熱温泉には、掲示用泉質名に基づく温泉の泉質の分類としては、塩化物泉・炭酸水素塩泉・単純温泉が存在する。

## 概要
大分県の温泉といえば、別府市の別府温泉や由布市の由布院温泉といったイメージが強い。しかしながら大分県の県都である大分市も源泉数242、湧出量17,235L/分と国内屈指の温泉湧出量を誇る。大分市の温泉開発は1913年（大正13年）の王子温泉から始まった、とされる。
大分市における大深度温泉井の掘削は、1964年（昭和39年）頃より始まった。2001年に大分市が市内の大深度温泉井に「大深度地熱温泉」の名称を付けるべく登録商標として申請した。2011年（平成23年）4月現在、市内34か所の温泉井が掘られている。旧来の銭湯式やスーパー銭湯形式の温泉から、ホテルが独自に源泉を持ち、大分駅前や都町にて「天然温泉」を謳うものまで多彩である。

## 泉質

### 大深度地熱温泉の由来
大深度地熱温泉の特筆事項としては、「非火山性温泉」、「モール泉」が挙げられる。前述した別府や湯布院といった温泉は火山熱によって熱せられた「火山性温泉」であるが、大分市で湧出する大深度地熱温泉は、水成の堆積層や堆積岩が厚く発達した大分川・大野川下流部の深層、地下600～800m、所によっては1,000ｍの地下深くに貯留する深層熱水に由来する。新生代第三紀から第四紀の頃の大分平野周辺は、大分市内から由布市庄内町にかけて淡水湖になったり、火砕流の噴出が起こったり、海面上昇により別府湾の内海になったりする等、激しい大地の営みが繰り広げられ、これが温泉水の貯留層の形成に影響を与えていると推定される。温泉の水源としては、古来の海水もしくは陸水（淡水）に由来する。
この古生代に堆積した植物が腐食して熱を発し、水を熱しつつ成分が溶け込むことでモール泉となる。この時、二酸化炭素、メタンなどの炭化水素を生み出して天然ガスを生成するほか、フミン酸などの腐食酸を生成するため、熱水はガスを含んだ淡褐色～黒色の温泉となる。
地中の温度は、100ｍ深くなるごとに5-6.5℃程度上昇する。大分の年平均気温はおよそ16℃であるため、700-800mも掘削すれば、50℃前後の温かい地下水が得られる。地圧と地熱の要素によって、大分平野の地底深く眠っていた水は温泉となり、それが大深度ボーリング作業によって組み上げられ、大深度地熱温泉として利用される。大深度地熱温泉がモール泉であることの一般への説明として、「あと数万年経てば（温泉水が）石油になっていたかもしれない」と表現されることもある。

### 泉質
湧出するモール泉はアルカリ性であり、飴色で独特の甘い香りを伴う。大分市内においても泉質が若干異なり、海水に由来し塩分濃度の高い塩化物泉・炭酸水素塩泉、塩分濃度は低いが堆積した植物に由来する成分に富んだ単純温泉に大別される。温泉の色は堆積物に由来する腐食酸が深く関与し、モール泉独特のタール様のものから、やや黄色がかったものまでさまざまであり、中には酸化鉄によるにごり湯を湧出する源泉もある。
同様のモール泉の温泉は、隣接する由布市挾間町の挾間温泉・庄内町の庄内温泉や、別府市北浜温泉においても湧出している。

### 大深度地熱温泉と天然ガス
先述の通り、モール泉は二酸化炭素や、メタンといった炭化水素を生み出し、時にはこれが天然ガスとなる。特に大分平野ではこのモール泉に天然ガスが含まれていることから、温泉運営の際には温泉法に基づき、天然ガスに対する対策が必要となる。実際、法改正前の2005年には大分市小野鶴の温泉掘削現場にて発火炎上する事故が発生している。

## 主な温泉

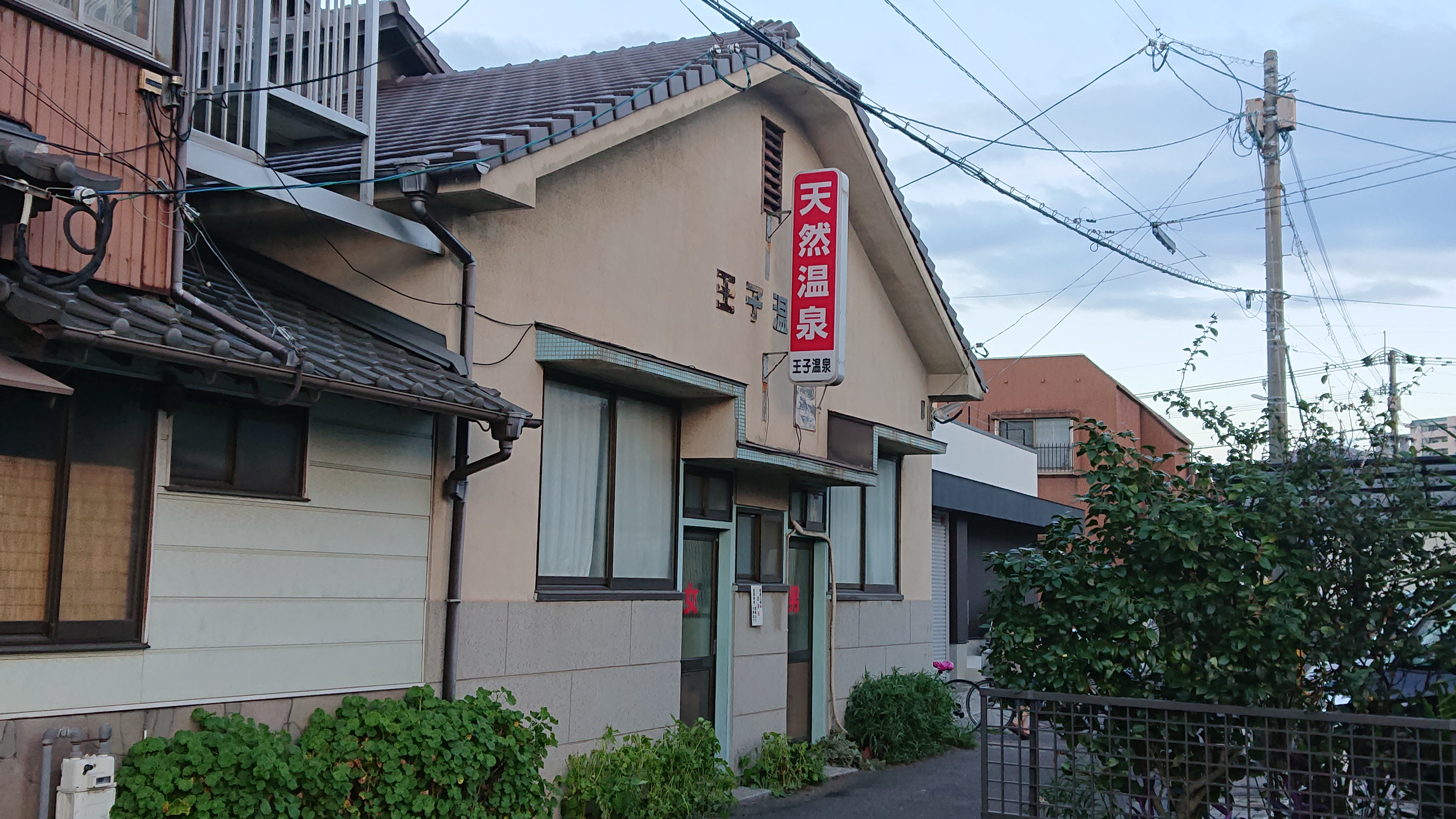
大分市最古の温泉にして、大深度地熱温泉の一つとされる住吉温泉。

大分市周辺に散在するため、アクセス等については省略する。
- 金池温泉
- 丹生温泉
- 王子温泉 - 大分市内で最古の温泉。
- あたみ温泉 - 2024年（令和6年）12月28日閉店[12]。
- 明野アサヒ温泉
- 高田温泉

このほかJR大分駅「JRおおいたシティ」を構成する「JR九州ホテル ブラッサム大分」内の「シティスパてんくう」も大深度地熱温泉を源泉としている。